# Igor Sláma
Igor Sláma (ur. 8 maja 1959 w Brnie) – czeski kolarz torowy i szosowy reprezentujący Czechosłowację, brązowy medalista olimpijski oraz torowy mistrz świata.

## Kariera
Największy sukces w karierze Igor Sláma osiągnął w 1979 roku, kiedy podczas mistrzostw świata w Amsterdamie zdobył złoty medal w wyścigu punktowym amatorów. W zawodach tych bezpośrednio wyprzedził Włocha Pierangelo Bincoletto oraz Szwajcara Ursa Freulera. Na rozgrywanych rok później igrzyskach olimpijskich w Moskwie wspólnie z Teodorem Černým, Martinem Pencem i Jiřím Pokorným wywalczył brązowy medal w drużynowym wyścigu na dochodzenie. Był to jego jedyny start olimpijski. Startował także w wyścigach szosowych, ale nie odnosił większych sukcesów. 